# Franco Paleari
Franco Giulio Paleari (Nerviano, 6 giugno 1955) è un allenatore di calcio ed ex calciatore italiano, di ruolo portiere, preparatore dei portieri della formazione Primavera del Lecce.

## Carriera

### Giocatore
Paleari debutta in giovane età nell'Alberto da Giussano, piccola formazione di Legnano, e di lì si trasferisce in Serie D alla Juve Domo. 5 presenze gli sono sufficienti per essere ingaggiato in Serie B dal Novara. Con i piemontesi non scende mai in campo e va a farsi le ossa prima al Conegliano e poi all'Udinese, allora impegnata nel campionato di Serie C.
Nel 1977 nella semifinale di Coppa Italia di Serie C tra Udinese e Novara (coppa poi vinta dall'Udinese) dagli undici metri segna il decisivo 3-2 per i friulani.
Passa quindi in prestito al Campobasso prima di fare ritorno ancora all'Udinese dove nelle prime partite è ancora titolare. Si infortuna nella partita contro il Brescia, perde il posto a favore di Fausto Borin ed Ernesto Galli e torna ancora a Campobasso dove si ripete ai livelli dell'anno precedente tanto che nel 1980 viene chiamato a difendere i pali dell'Verona in Serie B. Qui gli viene spesso preferito il più esperto Paolo Conti raccogliendo 8 presenze in campionato.

Paleari difende la porta della Cavese nella stagione 1982-1983

La Cavese neopromossa in Serie B decide allora di chiedere in prestito il giovane Paleari al Verona in cambio di Vanoli. Titolare la prima stagione con mister Pietro Santin (il suo vice Antonio Pigino non ebbe il minimo spazio), nella stagione successiva la Cavese lotta fino alla fine per la Serie A e si colloca a pochi punti dalla zona promozione alle spalle di Milan e Lazio. In quella stagione Paleari diventa celebre per la sua fama di para-rigori: alla Cavese vengono assegnati 9 rigori contro e Paleari ne riesce a neutralizzare 5.
La stagione successiva passa al Palermo dove è titolare fra i pali per tre stagioni, due in Serie B intervallate da un anno in Serie C1.
Dopo il fallimento dei rosanero, dal 1986 al 1988 è, sempre fra i cadetti, al Messina di Scoglio e Salvatore Schillaci, prima di approdare al Parma. Quella in Emilia (stagione 1988-1989) è l'ultima esperienza in Serie B di una carriera che si conclude con le maglie di Livorno e Arezzo.
In carriera ha totalizzato complessivamente 216 presenze in Serie B.

### Allenatore
Cessata l'attività agonistica (con una breve parentesi al Genoa dal 1997 al 1999) collabora con il Lecce come allenatore dei portieri, allenando tra gli altri Fabrizio Lorieri, Vincenzo Sicignano, Marco Amelia, Antonio Chimenti e Francesco Benussi. Il 23 gennaio 2006 in seguito all'esonero di Silvio Baldini e fino al termine della stagione diventa allenatore del Lecce in tandem con Roberto Rizzo, ancora sprovvisto di patentino per allenare in Serie A. Il 3 luglio 2009 lascia definitivamente la società.
Il 7 luglio 2009 diventa allenatore dei portieri del Bologna.
Il 7 agosto 2012 diventa allenatore dei portieri del Palermo, sotto la guida di Giuseppe Sannino, Gian Piero Gasperini e Alberto Malesani. Il 19 giugno 2013 viene confermato nello staff tecnico della squadra, affidata stavolta a Gennaro Gattuso, restando nei ranghi societari anche dopo l'esonero dell'ex Campione del mondo in favore di Giuseppe Iachini.
Il 12 giugno 2015 il club rosanero comunica che, a partire dal 1º luglio seguente, Paleari sarà sostituito da Vincenzo Sicignano.
Tre giorni dopo il Trapani annuncia che Paleari sarà il preparatore dei portieri del club allenato da Serse Cosmi per la stagione 2015-2016, collaborazione conclusa nel 2018.
Il 15 dicembre 2021 viene nominato vice tecnico di Paolo Negro al Siena, in Serie C. Viene esonerato dopo due settimane insieme a Negro.
Dall'8 luglio 2022 è il preparatore dei portieri della primavera del Lecce.

## Statistiche

### Statistiche da allenatore
Statistiche aggiornate al 30 giugno 2006.
| Stagione        | Squadra         | Campionato      | Campionato | Campionato | Campionato | Campionato | Coppe nazionali | Coppe nazionali | Coppe nazionali | Coppe nazionali | Coppe nazionali | Coppe continentali | Coppe continentali | Coppe continentali | Coppe continentali | Coppe continentali | Altre coppe | Altre coppe | Altre coppe | Altre coppe | Altre coppe | Totale | Totale | Totale | Totale | % Vittorie | Piazz.                        |
| Stagione        | Squadra         | Comp            | G          | V          | N          | P          | Comp            | G               | V               | N               | P               | Comp               | G                  | V                  | N                  | P                  | Comp        | G           | V           | N           | P           | G      | V      | N      | P      | %          | Piazz.                        |
| --------------- | --------------- | --------------- | ---------- | ---------- | ---------- | ---------- | --------------- | --------------- | --------------- | --------------- | --------------- | ------------------ | ------------------ | ------------------ | ------------------ | ------------------ | ----------- | ----------- | ----------- | ----------- | ----------- | ------ | ------ | ------ | ------ | ---------- | ----------------------------- |
| gen.-giu. 2006  | Lecce           | A               | 17         | 4          | 4          | 9          | CI              | -               | -               | -               | -               | -                  | -                  | -                  | -                  | -                  | -           | -           | -           | -           | -           | 17     | 4      | 4      | 9      | 23,53      | Subentrato, 18º retrocessione |
| Totale carriera | Totale carriera | Totale carriera | 17         | 4          | 4          | 9          |                 |                 |                 |                 |                 |                    |                    |                    |                    |                    |             |             |             |             |             | 17     | 4      | 4      | 9      | 23,53      |                               |

## Palmarès

### Giocatore

#### Competizioni nazionali
- Coppa Italia Semiprofessionisti: 1

Udinese: 1977-1978
- Campionato italiano Serie C: 1

Udinese: 1977-1978 (girone A)
- Campionato italiano Serie C1: 1

Palermo: 1984-1985 (girone B)

#### Competizioni internazionali
- Coppa Anglo-Italiana: 1

Udinese: 1978